# Église de Lappee
L’église de Lappee (finnois : Lappeen kirkko) ou église de Maria à Lappee (finnois : Lappeen Marian kirkko) est une église luthérienne située dans le quartier Keskus à Lappeenranta en Finlande,.

## Description
L'église offre 840 sièges.
Le retable peint par Alexandra Frosterus-Såltin en 1887 représente l'Ascension de Jésus.
La direction des musées de Finlande a classé l'église dans les sites culturels construits d'intérêt national.